# Jamie Babbit
Jamie Babbit (nacida el 16 de noviembre de 1970 en Shaker Heights, Ohio) es una prometedora directora de cine, productora y guionista estadounidense. 

## Filmografía
Ha dirigido películas como But I'm a Cheerleader, The Quiet e Itty Bitty Titty Committee. También ha dirigido episodios de series de televisión como Gilmore Girls, Malcolm in the Middle, Nip/Tuck, The L Word y Pretty Little Liars. También se ha involucrado en la producción cinematográfica con la empresa POWER UP.
- Datos: Q441722
- Multimedia: Jamie Babbit / Q441722